# Tothia
Tothia — рід грибів родини Venturiaceae. Назва вперше опублікована 1960 року.